# Mirko Slomka
Mirko Slomka (* 12. September 1967 in Hildesheim) ist ein ehemaliger deutscher Fußballtrainer. Er war zuletzt zum zweiten Mal in seiner Karriere Cheftrainer von Hannover 96.

## Trainerkarriere

### Anfänge bei Hannover 96 und Tennis Borussia Berlin
Slomka trainierte von 1989 bis 1999 die Nachwuchsmannschaften von Hannover 96, darunter auch die späteren Nationalspieler Gerald Asamoah, Sebastian Kehl, Per Mertesacker und Fabian Ernst.
Von 1999 an arbeitete er bei Tennis Borussia Berlin als Jugendkoordinator. Im Jahr 2000 wurde dem damaligen Zweitligisten Tennis Borussia die Lizenz für die Spielberechtigung in der Liga entzogen und die Mannschaft in die Regionalliga versetzt; fast alle Spieler verließen daraufhin den Verein. Am 19. Juli 2000 wurde Slomka zum Cheftrainer ernannt. Innerhalb von einer Woche musste er fast den kompletten Kader für die beginnende Saison neu zusammenstellen. Nach einem guten Saisonstart fiel seine Mannschaft mehr und mehr ab. Nach fünf Niederlagen in Folge – der Verein stand inzwischen auf einem Abstiegsplatz – wurde Slomka am 16. November 2000 freigestellt.
Von 2001 bis 2004 war er erneut bei Hannover 96 tätig, als Co-Trainer des Profiteams unter Ralf Rangnick.

### FC Schalke 04

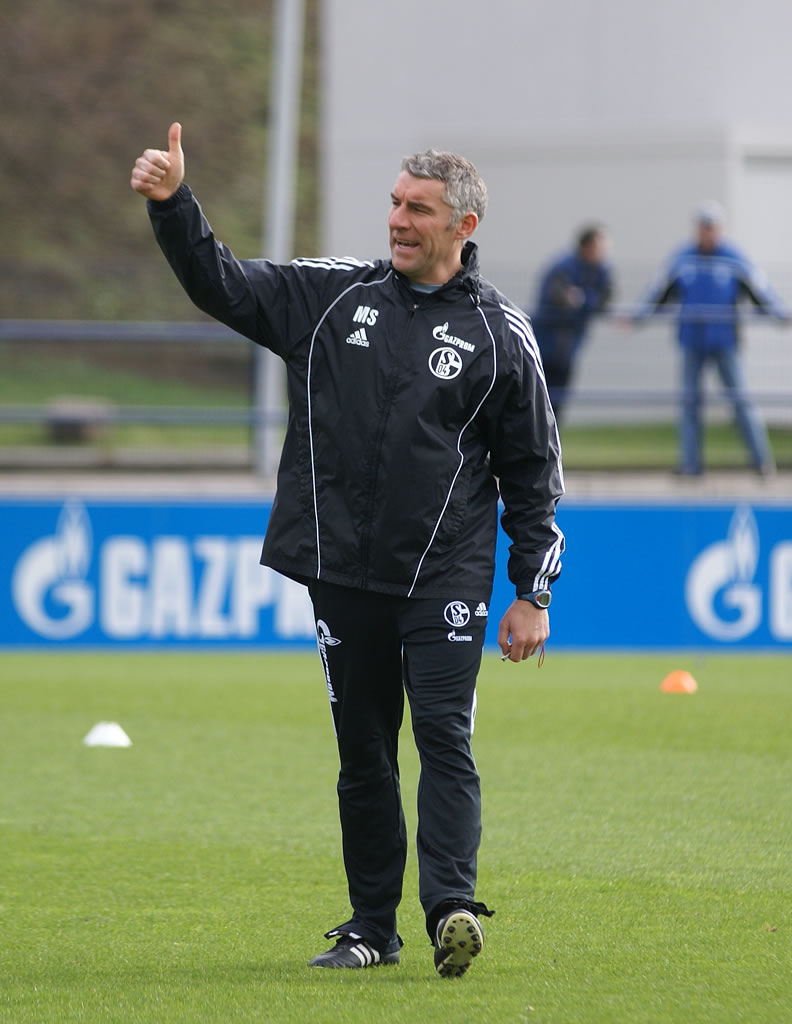
Slomka als Trainer des FC Schalke 04 (2007)

Vom 1. Oktober 2004 bis zum 5. August 2008 stand Slomka beim Bundesligisten FC Schalke 04 unter Vertrag; zunächst war er als Assistent neben Cheftrainer Rangnick für das Training der ersten Mannschaft verantwortlich. Nachdem im Dezember 2005 Rangnick beurlaubt wurde, übernahm Oliver Reck übergangsweise das Training, bis am 4. Januar 2006 Slomka als Cheftrainer vorgestellt wurde. In der Rückrunde der Saison 2005/06 stand Schalke 04 im Halbfinale des UEFA-Pokals, wo man gegen den späteren Turniersieger FC Sevilla in der Verlängerung ausschied. In der Bundesliga belegte die Mannschaft zum Saisonende Platz 4 und verfehlte damit die Qualifikation zur Champions League.
Der Saisonbeginn 2006/07 verlief für Schalke in der Bundesliga zunächst durchwachsen, dazu schied der Verein früh im UEFA- und im DFB-Pokal aus. Slomka ersetzte in dieser Situation im November 2006 den langjährigen Stammtorwart Frank Rost durch den damals 20-jährigen Manuel Neuer. Daraufhin setzte eine Siegesserie ein (von 13 Spielen wurden 11 gewonnen) und der Verein führte monatelang die Bundesliga-Tabelle an. Am vorletzten Spieltag der Saison verlor die Mannschaft die Tabellenführung durch eine Niederlage gegen Borussia Dortmund an den VfB Stuttgart und verpasste damit knapp den Gewinn der Deutschen Meisterschaft.
In der Champions League Saison 2007/08, für die sich der Verein aufgrund des zweiten Tabellenplatzes in der Bundesliga qualifiziert hatte, spielte man sich bis in das Viertelfinale. Dort schied die Mannschaft im April 2008 gegen den FC Barcelona in zwei Spielen aus (jeweils 0:1-Niederlage). In der Bundesligatabelle auf Platz zwei stehend, verlor Schalke drei Tage später das Auswärtsspiel gegen Werder Bremen mit 1:5. Am 13. April 2008 stellte der Verein Slomka vorzeitig frei. Nach Darstellung des Managers Andreas Müller soll nicht erkennbar gewesen sein, dass die Mannschaft sich sportlich noch weiterentwickeln könnte. Slomka war bis dahin mit einem Schnitt von 1,8 Punkten pro Spiel zwischen 2006 und 2008 der erfolgreichste Trainer in Deutschland nach Ottmar Hitzfeld. Am 5. August 2008 bestätigte Schalke Medienberichte, dass der Vertrag mit Slomka aufgelöst worden sei. Slomka erhielt für die vorzeitige Beendigung des noch bis 2009 laufenden Vertrag eine Abfindung von 800.000 Euro.
Im September 2008 hospitierte Slomka eine Woche lang bei Real Madrid und dessen deutschem Trainer Bernd Schuster.

### Rückkehr zu Hannover 96

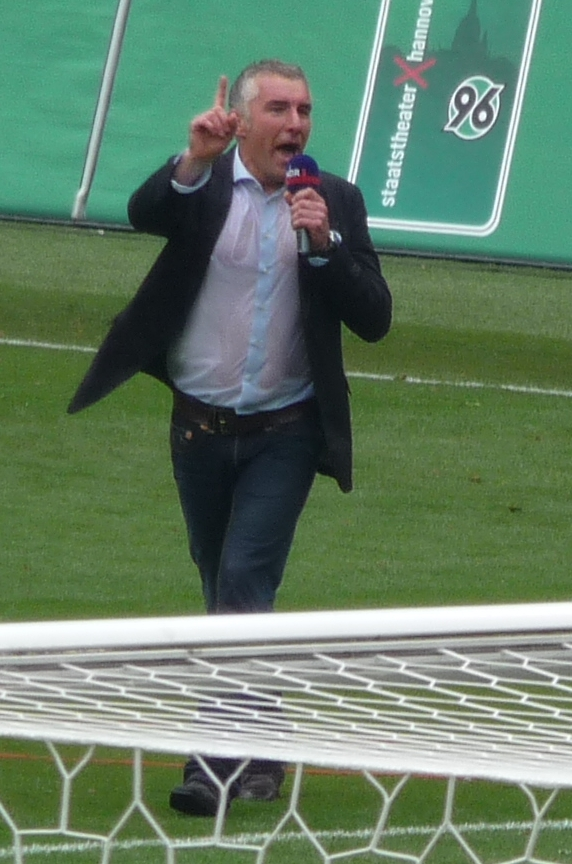
Slomka feiert 2011 die erfolgreichste Saison von Hannover 96

Nachdem sich Slomka für anderthalb Jahre eine Auszeit genommen hatte, wurde er am 19. Januar 2010 als Cheftrainer des abstiegsgefährdeten Bundesligisten Hannover 96 vorgestellt. Der Verein befand sich zu diesem Zeitpunkt, am 18. Spieltag der Saison 2009/10, auf dem 16. Tabellenplatz. Slomka löste damit Andreas Bergmann ab. Am letzten Spieltag der Saison gelang seiner Mannschaft durch einen 3:0-Sieg im direkten Abstiegsduell gegen den VfL Bochum der Klassenerhalt. Kurz vor dem Start in die nächste Saison begannen Unstimmigkeiten zwischen Slomka und dem Sportdirektor Jörg Schmadtke, u. a. kritisierte Slomka die Kaderzusammenstellung für die neue Saison.
Am 5. Spieltag der Saison 2010/11 erreichte Slomka mit Hannover im Spiel gegen Werder Bremen (4:1) seinen 50. Sieg in seinem 100. Spiel als Bundesligatrainer. Die Hinrunde verlief für den Verein sehr erfolgreich, sie wurde mit dem dritten Platz abgeschlossen, was die bis dahin beste Platzierung der Vereinsgeschichte bedeutete.
Am 25. Januar 2011 verlängerte Slomka seinen Vertrag um zwei Jahre. Auch die Rückrunde verlief gut, Hannover 96 stand lange auf dem dritten Platz, der die Qualifikation für die Champions League bedeutet hätte. Diesen Rang verpasste die Mannschaft zum Saisonende knapp mit dem vierten Platz.
Jedoch berechtigte dieser Tabellenstand zu der Teilnahme an der Europa League. Damit hatte sich Hannover 96 nach 19 Jahren wieder für einen europäischen Vereinswettbewerb qualifiziert.
In der Saison 2011/12 stand Hannover 96 in der Hinrunde erneut durchweg in der oberen Tabellenhälfte. In der Europa League schlug die Mannschaft zunächst als Außenseiter in den Playoff-Spielen den FC Sevilla und zog damit in die Gruppenphase ein. Diese wurde hinter Standard Lüttich und vor dem FC Kopenhagen und Worskla Poltawa abgeschlossen, womit man sich für die K.-o.-Phase qualifizierte. Nach Siegen gegen den FC Brügge und erneut Standard Lüttich scheiterte Hannover 96 im Viertelfinale in Hin- und Rückspiel mit insgesamt 2:4 an Atlético Madrid, das später das Finale gewinnen sollte. In der Bundesliga positionierte sich der Verein unter Slomka am Ende der Saison auf Platz 7, was erneut die Qualifikation für die Europa League bedeutete. Platz 7 reichte deshalb noch zum Einzug in die Europa League, da beide Finalisten des DFB-Pokals 2011/12 bereits sicher für die Champions League qualifiziert waren.
In der folgenden Saison positionierte sich Hannover 96 zunächst wieder längere Zeit in den Bereichen der Europapokalplätze. In der Europa League wurde in der Gruppenphase der erste Platz erreicht. Im Dezember 2012 verlängerte Slomka seinen Vertrag bei Hannover 96 bis zum Sommer 2016. Im neuen Jahr schied Slomka mit seiner Mannschaft im Sechzehntelfinale der Europa League gegen Anschi Machatschkala aus. Im Frühjahr 2013 spitzte sich der Streit zwischen Slomka und Schmadtke zu, worauf Schmadtke den Verein verließ. Die Bundesligasaison beendete Hannover 96 auf dem neunten Rang.
Der Start in der Saison 2013/14 verlief für Hannover 96 zunächst erfolgreich mit vier Heimsiegen in Folge, jedoch wurden bis zum 17. Spieltag sämtliche Auswärtsspiele verloren, so dass die Mannschaft in der Tabelle zunehmend abrutschte und Slomka in die Kritik geriet.
Nachdem kurz vor Weihnachten 2013 seine Mannschaft das Auswärtsspiel gegen den SC Freiburg verloren hatte, spekulierten die Medien auf eine sofortige Trennung von Slomka. Gestützt wurde dies auch durch Interviewaussagen der Vereinsführung unter Martin Kind und Dirk Dufner, in denen Slomka nun kritisch beurteilt wurde.
Eine Woche nach Ende der Hinrunde teilte Hannover 96 mit, Slomka, der sich im Weihnachtsurlaub befand, beurlaubt zu haben. Die Umstände der Entlassung und der Umgang von Kind mit Slomka stießen in den Medien auf breite Kritik. Slomkas Nachfolger wurde Tayfun Korkut.

### Hamburger SV
Am 17. Februar 2014 übernahm Slomka die auf dem 17. Tabellenplatz stehende Bundesligamannschaft des Hamburger SV in ihrer bis dahin schlechtesten Saison seit 51 Jahren. Slomka folgte dem zuvor entlassenen Bert van Marwijk. Er unterschrieb einen Vertrag bis zum 30. Juni 2016, der auch für die zweite Liga galt. Sein erstes Spiel mit dem Hamburger SV gewann er mit 3:0 gegen Borussia Dortmund. Die restlichen Spiele bis zum Saisonende waren dann weniger erfolgreich, es wurden nur noch zwei Partien gewonnen, darunter war ein 2:1-Sieg gegen Bayer 04 Leverkusen. Zum Ende der Spielzeit belegte der HSV mit 27 Punkten den 16. Tabellenplatz und setzte sich in der anschließenden Relegation um den Verbleib in der ersten Liga mit zwei Unentschieden gegen die SpVgg Greuther Fürth durch.
Zu Beginn der folgenden Saison, am 15. September 2014, wurde Slomka von seiner Tätigkeit freigestellt, nachdem seine Mannschaft in den ersten drei Spielen, darunter waren zwei Partien gegen aufgestiegene Vereine, kein Tor erzielt und nur einen Punkt gewonnen hatte.

### Karlsruher SC
Zu Beginn der Winterpause der Saison 2016/17 verpflichtete der Zweitligist Karlsruher SC Slomka als Cheftrainer. Er unterschrieb am 22. Dezember 2016 einen bis Juni 2018 laufenden Vertrag und nahm seine Arbeit am 3. Januar 2017 auf. Slomka übernahm die abstiegsbedrohte Mannschaft auf Rang 15 vom Interimstrainer Lukas Kwasniok. Am 4. April 2017 wurde er vom KSC freigestellt.

### Erneute Rückkehr zu Hannover 96
Zur Saison 2019/20 kehrte Slomka erneut zu Hannover 96 zurück und übernahm die Profimannschaft als Nachfolger von Thomas Doll, der in der Vorsaison den Abstieg in die 2. Bundesliga nicht verhindern konnte. Nach dem 12. Spieltag entließ Hannover 96 Slomka. Die Mannschaft hatte unter ihm lediglich drei Siege geholt und befand sich seit Saisonbeginn im unteren Tabellendrittel.

## Privates
Mirko Slomkas Vater Karl-Heinz war bis 2007 Schiedsrichter und wurde 2010 Sportler des Jahres beim TuS Lühnde, für den er als Torwart- und Jugendtrainer agierte. Unter der Trainingsleitung seines Vaters spielten Mirkos älterer Bruder Mario und er selbst.
Slomka wohnt mit seiner Frau, seiner Tochter und seinem Sohn in Hannover. Er absolvierte sein Abitur am Gymnasium Sarstedt und schloss ein Lehramtsstudium in Mathematik und Sport ab.
2008 war er neben Gert Mittring, Norbert Walter und Barbara Meier Botschafter für das Jahr der Mathematik. 2010 erhielt er den Narrenotto der Lindener Narren. Slomka ist Ehrenmitglied von Lesestart Hannover.
Seit 2013 engagiert sich Slomka bei Show Racism the Red Card – Deutschland e. V. Im April 2013 beteiligte er sich bei einem Workshop der Bildungsinitiative und berichtete den Schülern und Schülerinnen über seine eigenen Erfahrungen mit Rassismus und Diskriminierung. Außerdem nahm er an der Kampagne „Unsere Elf gegen Rassismus“ teil. Seit 2013 engagiert er sich ebenfalls als Kuratoriumsmitglied der Niedersächsischen Kinderturnstiftung für mehr Bewegung in der Kindheit.
2013 kommentierte er als Co-Reporter das Finale der Europa League, an der er zuvor mit Hannover 96 teilgenommen hatte. Auch am 27. Mai 2015 war er als Co-Kommentator von Hansi Küpper, sowie als Experte neben Fredi Bobic und Moderator Frank Buschmann an der Übertragung des Europa-League-Finales bei Ran beteiligt. Zudem agierte Slomka als Experte und Co-Kommentator am 3. Spieltag der EM 2016 bei Sat.1 und Ran.
2020 war er als Co-Kommentator bei Prime Video bei den Spielen der Fußball-Bundesliga tätig.